# Mount Blackburn, Antarktis
För berget i Alaska, se Mount Blackburn.
Mount Blackburn är ett berg i Antarktis. Det ligger i den centrala delen av kontinenten. Inget land gör anspråk på området. Toppen på Mount Blackburn är 3 275 meter över havet.